# Trichoglottis pusilla
Trichoglottis pusilla är en orkidéart som först beskrevs av Johannes Elias Teijsmann och Simon Binnendijk, och fick sitt nu gällande namn av Heinrich Gustav Reichenbach. Trichoglottis pusilla ingår i släktet Trichoglottis och familjen orkidéer. Inga underarter finns listade i Catalogue of Life.

## Bildgalleri

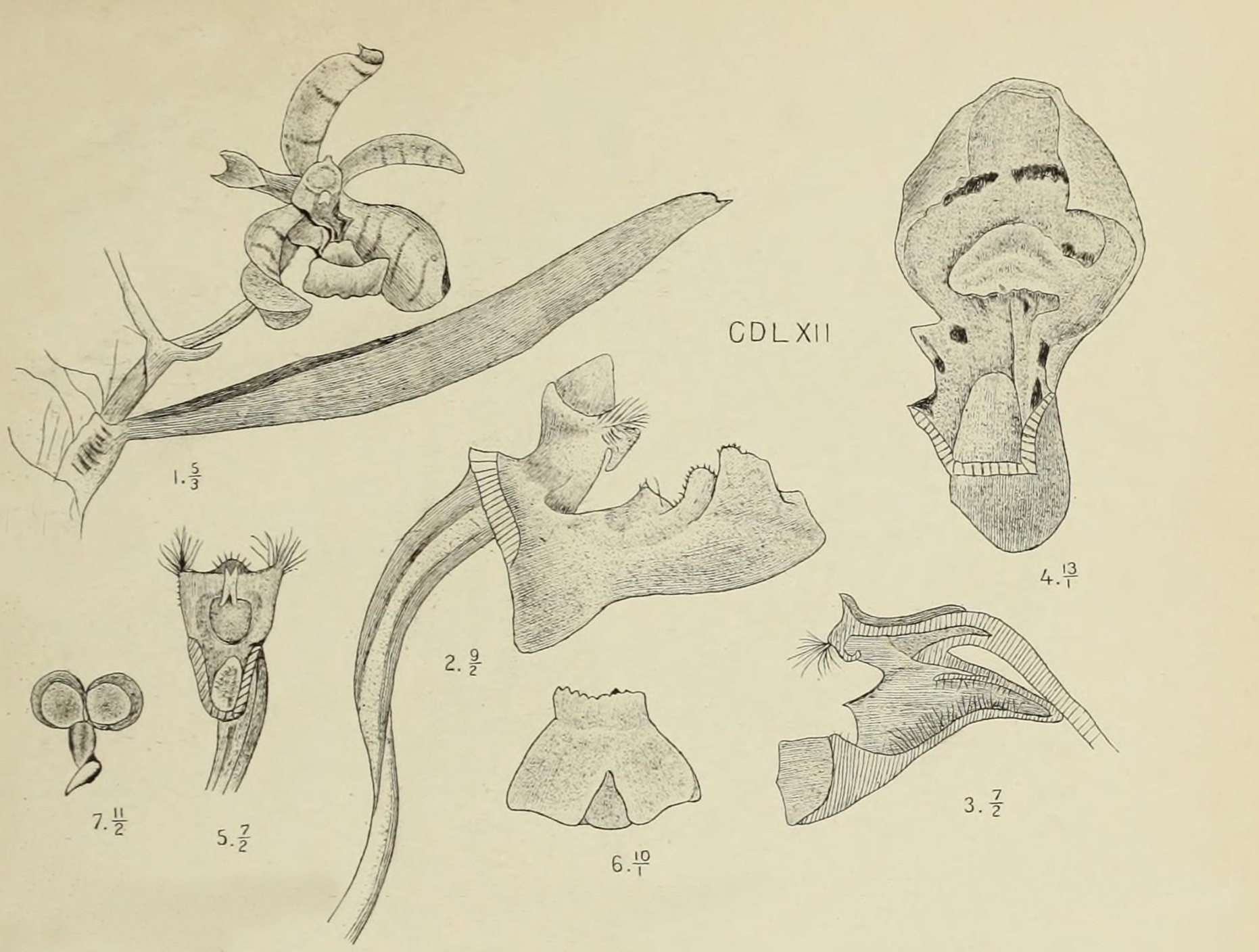